# فران اسکریبا
فران اسکریبا (اسپانیایی: Fran Escribá‎؛ زادهٔ ۳ مهٔ ۱۹۶۵) بازیکن سابق و مربی فوتبال اهل اسپانیا است.
از باشگاه‌هایی که در آن بازی کرده‌است می‌توان به والنسیا، والنسیا مستایا و الدنسه  اشاره کرد.